# Stadio Hajduk na Lionu
Lo stadio FK Hajduk (in serbo Стадион Хајдука?), meglio conosciuto come stadio Hajduk na Lionu (in serbo Стадион Хајдука на Лиону?) è uno stadio di calcio di Belgrado che ospita le partite dell'Hajduk Beograd. Si trova nella municipalità di Zvezdara, in Milana Rakića 48, a poca distanza dagli impianti del FK Obilić e del FK Sinđelić. 
Come molti altri impianti sportivi della ex Jugoslavia, anche questo stadio ha un ristorante al suo interno, con la particolarità che si trova proprio dietro una delle due porte, offrendo così ai tifosi un'esperienza davvero coinvolgente.
I tifosi organizzati dell'Hajduk si chiamano Golubovi.

## Storia
Nel 1953, la società decide finalmente di dare una casa al club che, fino a quel momento, dal momento della sua fondazione, ha girovagato per i terreni vicini, giocando le partite casalinghe prevalentemente a Mali Mokri Lug e Karaburma. L'Hajduk è una realtà locale, quindi viene scelto il quartiere Lion nel municipio di Zvezdara per lo stadio, i derby con l'OFK sono i più sentiti e non di rado l'unica tribuna si riempie.
Nella stagione 1968/69, che vede l'Hajduk promosso in Sprska Liga, la terza serie nazionale, massimo risultato raggiunto nella Jugoslavia unita, lo stadio viene ristrutturato e una piccola tribuna coperta aggiunta sul lato opposto a quella principale, lavori che, ad oggi, restano gli ultimi eseguiti. L'inaugurazione avviene con la disputa di una partita amichevole che vede ospite la Stella Rossa.

## Galleria d'immagini

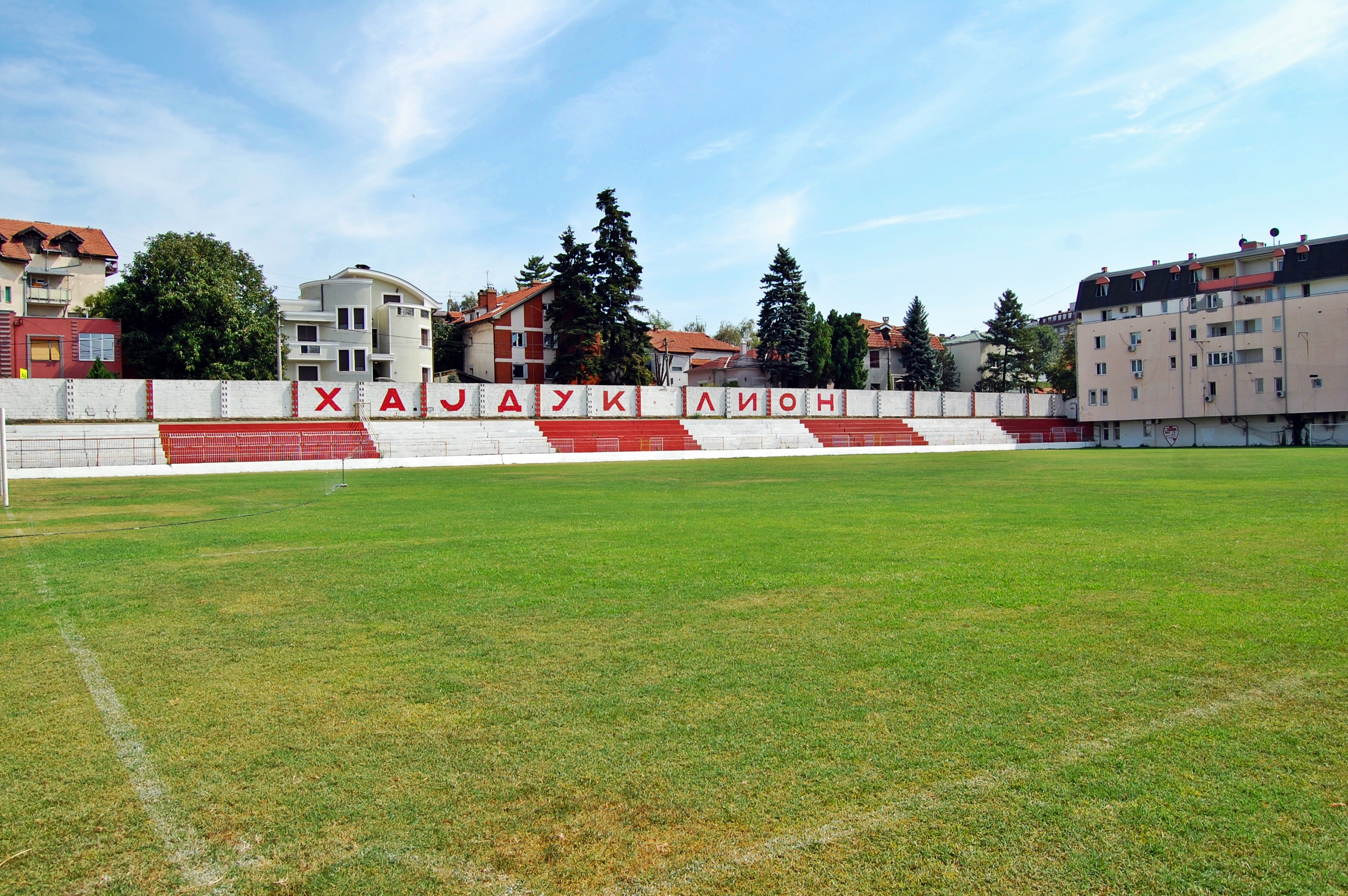
Tribuna scoperta
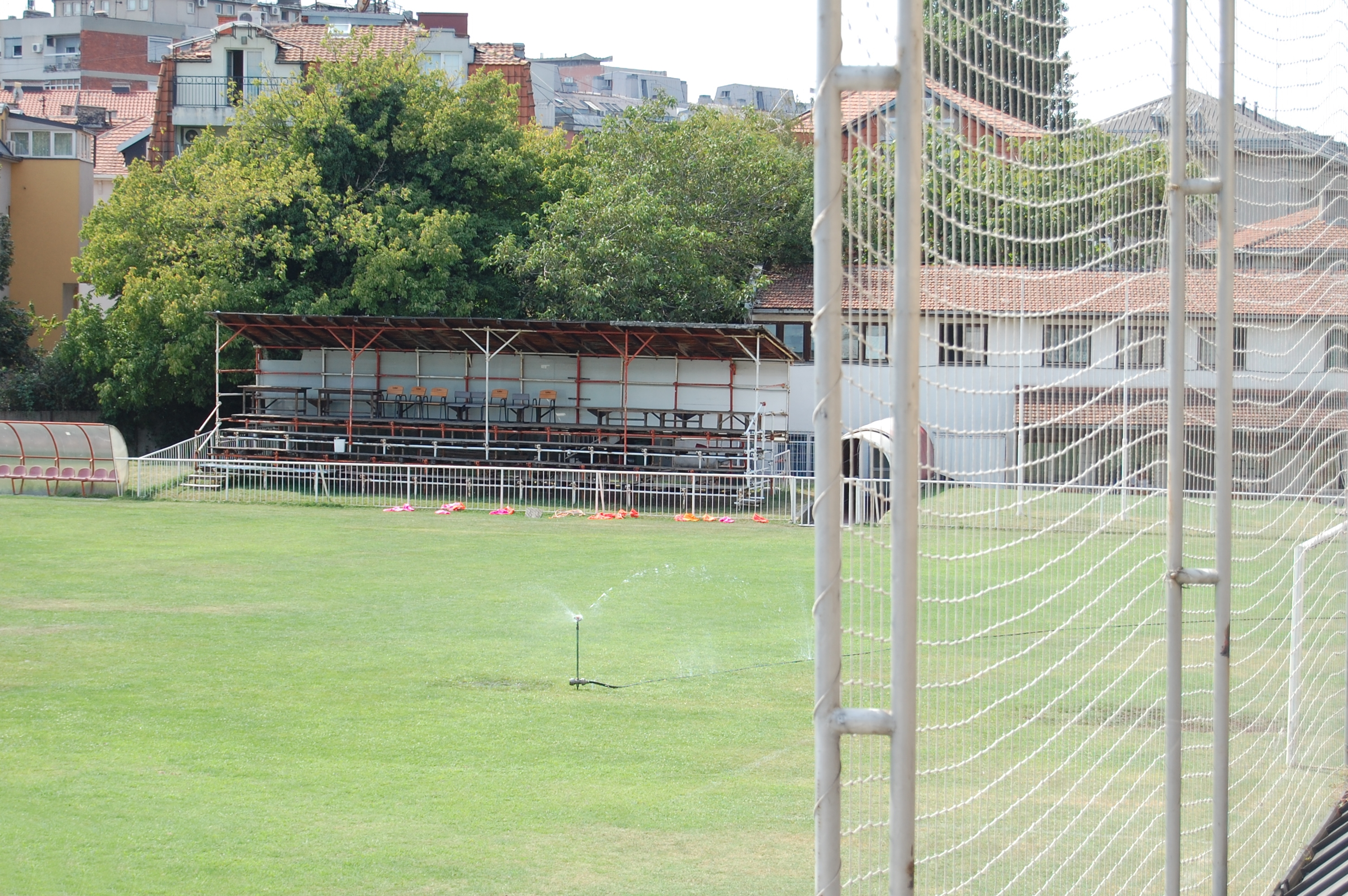
Tribuna coperta
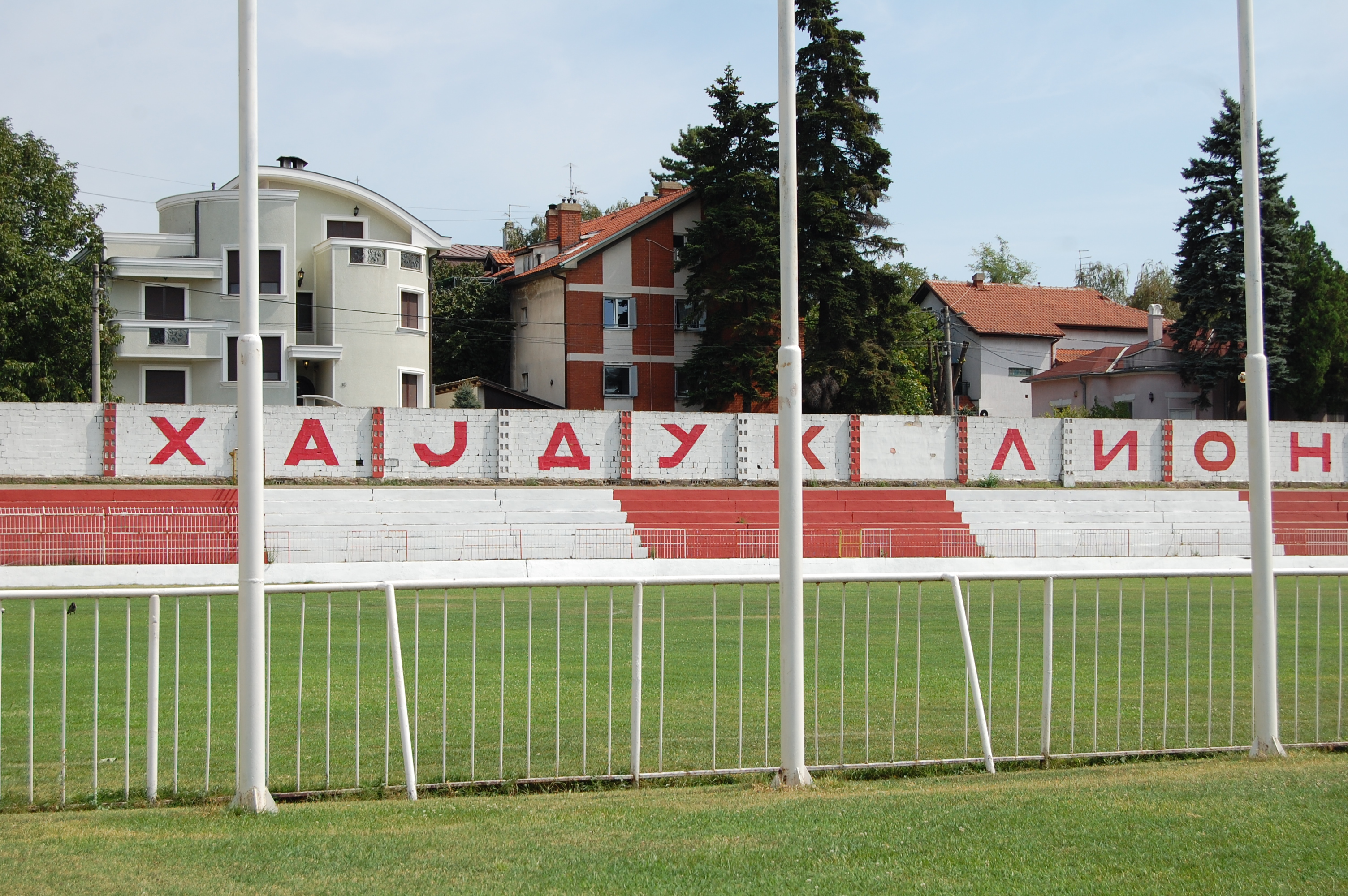
Tribuna scoperta (part.)
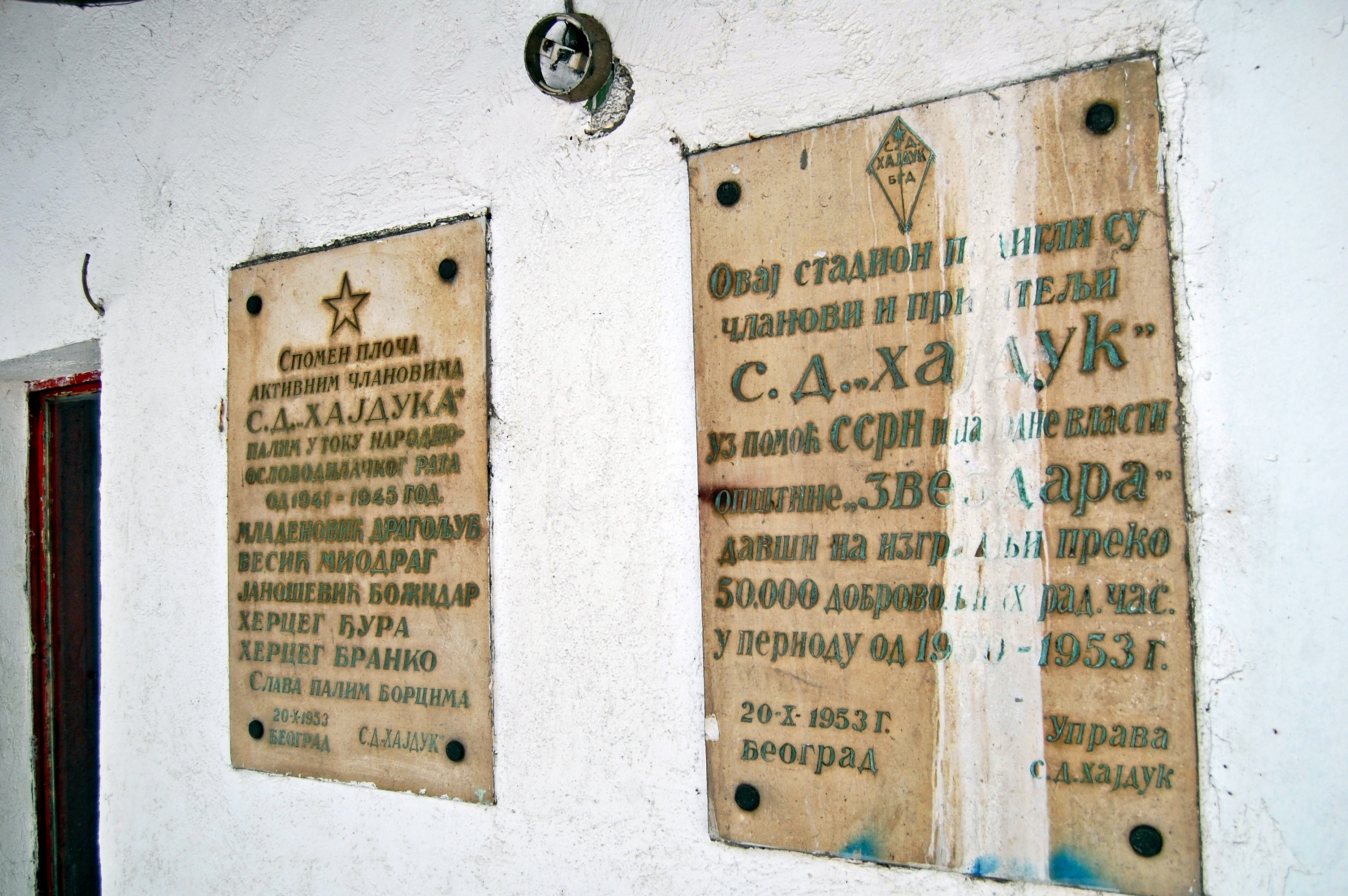
Lapidi sul muro degli uffici